# Zacladus
Zacladus là một chi bọ cánh cứng trong họ Curculionidae.

## Hình ảnh

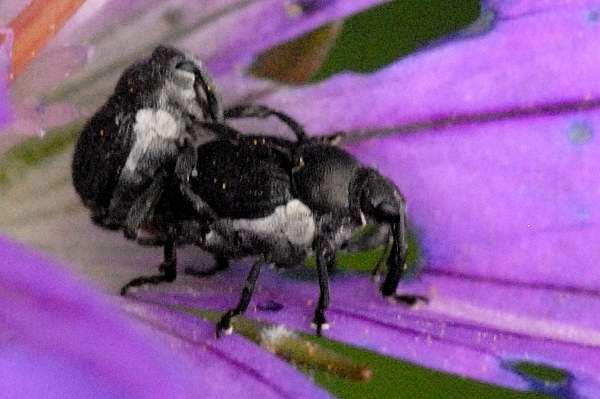